# 約三十の嘘
『約三十の嘘』（やくさんじゅうのうそ）は、2004年の日本映画。土田英生による舞台作品を原作とし、ほぼ全編にわたり実在した長距離列車・トワイライトエクスプレスの車内を舞台とする犯罪コメディ映画である。

## あらすじ
3年前にチームで行った詐欺の仕事の際に金を持ち逃げされたリーダー志方（椎名桔平）は、腑抜けた生活を送っていた。チームのメンバーだった久津内（田辺誠一）が今回はリーダーとなり、北海道での物販詐欺のためにチームを招集する。
志方、久津内、そして以前メンバーだった宝田（中谷美紀）、佐々木（妻夫木聡）、今回で新たに加わった横山（八嶋智人）らの5人は、大阪駅からトワイライトエクスプレスに乗り、北海道を目指す。その途中、3年前に金を持ち逃げした今井（伴杏里）が久津内の仲裁でチームに加わることとなった。北海道での仕事は大成功を収め、一行は再びトワイライトエクスプレスで帰路につくが、途中で金の入ったトランクが忽然と消えてしまう。

## キャスト
- 志方大介：椎名桔平
- 宝田真智子：中谷美紀
- 佐々木健二：妻夫木聡
- 久津内守：田辺誠一
- 横山宏紀：八嶋智人
- 今井優子：伴杏里
- 車掌：田中耕二
- タクシーの運転手：徳井優

## 受賞
- 第19回高崎映画祭
  - 最優秀主演女優賞

## その他
- 詐欺を行うために北海道へ向かうところから話は始まるが、実際の詐欺の現場の描写はなく、観客は帰路に登場人物たちの会話から詐欺が行われたことを知ることになる。
- トワイライトエクスプレスはJR西日本、JR東日本、JR北海道の3社の区間をまたがって走行するが、エンドロールにはJR西日本しかクレジットされておらず、劇中でも新潟以西しか登場しない。
- 劇中に登場するスーパー・スウィート・ルームは、実際のトワイライトエクスプレスには存在しない。